# Миннетонка-Бич
Миннетонка-Бич (англ. Minnetonka Beach) — город в округе Хеннепин, штат Миннесота, США. На площади 1,3 км² (1,3 км² — суша, водоёмов нет), согласно переписи 2010 года, проживают 539 человек. Плотность населения составляет 442,8 чел./км².
- Телефонный код города — 952
- Почтовый индекс — 55361
- FIPS-код города — 27-43270[1]
- GNIS-идентификатор — 0647950[2]